# بطولة العالم لكرة اليد للرجال 2001
بطولة العالم لكرة اليد للرجال 2001، أقيمت في فرنسا.

## المنتخبات المتأهلة
تأهل 24 منتخب إلى الدور الأول وتم تقسيمهم إلى 4 مجموعات:
| المجموعة الأولى | المجموعة الثانية | المجموعة الثالثة | المجموعة الرابعة |
| --------------- | ---------------- | ---------------- | ---------------- |
| السويد          | يوغوسلافيا       | إسبانيا          | النرويج          |
| آيسلندا         | البرازيل         | كوريا الجنوبية   | السعودية         |
| البرتغال        | فرنسا            | ألمانيا          | روسيا            |
| جمهورية التشيك  | الجزائر          | الولايات المتحدة | تونس             |
| مصر             | الأرجنتين        | كرواتيا          | سلوفينيا         |
| المغرب          | الكويت           | جرينلاند         | أوكرانيا         |

## الترتيب النهائي
حصلت  فرنسا على اللقب والترتيب النهائي كالتالي :
1. فرنسا
2. السويد
3. يوغوسلافيا
4. مصر
5. إسبانيا
6. روسيا
7. أوكرانيا
8. ألمانيا
9. كرواتيا
10. تونس
11. آيسلندا
12. كوريا الجنوبية
13. الجزائر
14. النرويج
15. الأرجنتين
16. البرتغال
17. سلوفينيا
18. جمهورية التشيك
19. البرازيل
20. جرينلاند
21. السعودية
22. المغرب
23. الكويت
24. الولايات المتحدة